# Muji
Muji (en japonés: 無印良品 Mujirushi Ryōhin?) es una cadena japonesa de tiendas de venta minorista especializada en artículos de marca blanca. Se caracteriza por vender productos propios de diseño simplificado, muchos de ellos fabricados con materiales reciclados. El nombre es una abreviación de la palabra japonesa Mujirushi Ryōhin, que en español se traduce como «artículos de calidad sin marca». En 2021 contaba con más de mil puntos de venta en 33 países y una oferta de 7000 artículos propios.

## Historia
En diciembre de 1980, el grupo de supermercados Seiyu lanzó una línea de productos de marca blanca, Mujirushi Ryōhin, que se caracterizaba por un diseño minimalista y un embalaje muy sencillo, en contraste con otros negocios de la época. La primera oferta estaba limitada a cuarenta productos, en su mayoría de alimentación. A raíz de la buena acogida entre el público japonés, el presidente de Seiyu, Seiji Tsutsumi, propuso crear una red de tiendas que vendiese artículos sin marca bajo la misma premisa. La primera tienda Muji abrió sus puertas en Aoyama (Tokio) en 1983, y con el paso del tiempo su oferta se amplió a papelería, ropa y artículos para el hogar.
En 1989, Muji se convirtió en una empresa independiente bajo control de una nueva corporación, Ryōhin Keikaku Co. Ltd., que se encarga tanto de la gestión como del diseño de producto. Dos años más tarde abrió la primera tienda internacional en Londres.

## Tiendas y productos

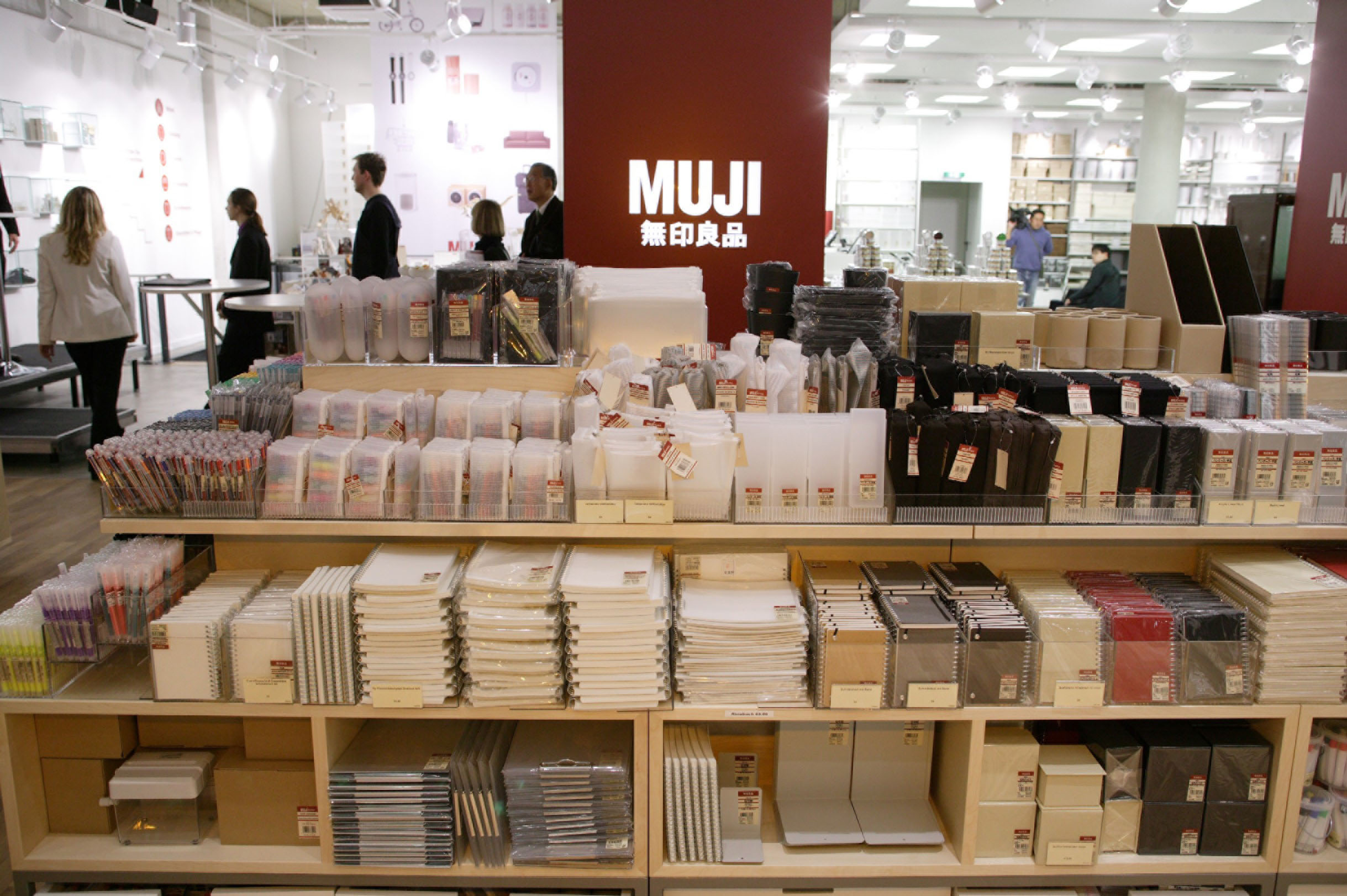
Interior de una tienda Muji en Düsseldorf, Alemania.

Muji cuenta con más de 1000 tiendas repartidas en 33 países, según el balance fiscal de 2021. La mayoría son establecimientos convencionales, pero esa cifra también incluye los outlet, las cafeterías y los puntos de venta itinerantes. El país que cuenta con más establecimientos es Japón, un total de 484, seguido de la República Popular China (289), Taiwán (54) y Corea del Sur (39). En países de habla hispana, Muji dispone de cuatro tiendas en España: dos en Madrid y dos en Barcelona.
La empresa vende una línea exclusiva de más de 7000 productos sin marca que se centra en el estilo de vida diario: ropa, menaje del hogar, papelería y alimentación. Todos los artículos diseñados para la marca siguen tres premisas para distinguirse de la competencia: selección de materiales, racionalizar el proceso de fabricación, y simplificar los envoltorios. Aunque se suele considerar que esta línea es minimalista, Muji rechaza esa etiqueta y prefiere calificarlos como «productos simples» y armonizados que apelan a una elección racional. En Japón los productos de Muji también están disponibles en otros establecimientos, como tiendas de conveniencia, a través de acuerdos de colaboración.
Los productos de Muji no tienen marca impresa, más allá de la etiqueta que indica el precio, y fían su promoción en el boca a boca de los clientes. La empresa cuenta con su propio departamento de diseño artístico y de producto, y en ocasiones ha contratado a diseñadores externos. El primer director artístico fue Ikko Tanaka, sucedido tiempo después por Kenya Hara. Entre los artistas que han colaborado con la empresa destacan Kazuko Koike, Naoto Fukasawa y Jasper Morrison.
Además de las tiendas Muji, Ryohin Keikaku gestiona las marcas Idée (mobiliario), Cafe&Meal Muji (cafeterías) y Muji House (diseño interior).